# 2021-es afrikai nemzetek kupája
A 2021-es afrikai nemzetek kupáját Kamerunban rendezték 2022. január 9. és február 6. között 24 ország részvételével. Ez volt a 33. afrikai nemzetek kupája. A címet történetében először a szenegáli válogatott nyerte el.
A tornát eredetileg 2021 nyarán játszották volna, de a CAF 2020. január 15-én bejelentette, hogy a kedvezőtlen klíma miatt 2021. január 9. és február 6. közé helyezte át. 2020. június 30-án a CAF tovább halasztotta a tornát 2022-re a Covid19-pandémia miatt.
2022 január elején megkezdték a jegyek értékesítését. A koronavírus-járvány miatt a találkozókat csak beoltott és negatív teszttel rendelkező nézők tekinthetik meg. A kameruni válogatott mérkőzéseire a helyek 80%-ára, a többi összecsapásra a 60%-ára adhatnak el jegyet.

## Helyszínek
Az afrikai nemzetek kupája 24 csapatosra történő bővítésével a mérkőzéseket öt város hat stadionjában játsszák.
| Japoma Stadion       | Olembe Stadion   | Ahmadou Ahidjo Stadion |
| Férőhely: 50 000     | Férőhely: 60 000 | Férőhely: 42 500       |
|                      |                  |                        |
| Garoua               | Bafoussam        | Limbe                  |
| Roumdé Adjia Stadion | Kouekong Stadion | Limbe Stadion          |
| Férőhely: 30 000     | Férőhely: 20 000 | Férőhely: 20 000       |
|                      |                  |                        |

## Résztvevők
| Csapat                | Kvalifikáció módja           | Kvalifikáció dátuma | Szer. # | Legutóbb.      | Korábbi legjobb szereplés                          | FIFA-rang |
| --------------------- | ---------------------------- | ------------------- | ------- | -------------- | -------------------------------------------------- | --------- |
| Kamerun               | Rendező / F csoport győztese | 2019. január 8.     | 20.     | 2019           | Győztes (1984, 1988, 2000, 2002, 2017)             | 50.       |
| Szenegál              | I csoport győztese           | 2020. november 15.  | 16.     | 2019           | Döntős (2002, 2019)                                | 20.       |
| Algéria               | H csoport győztese           | 2020. november 16.  | 19.     | 2019           | Győztes (1990, 2019)                               | 29.       |
| Mali                  | A csoport győztese           | 2020. november 17.  | 12.     | 2019           | Döntős (1972)                                      | 53.       |
| Tunézia               | J csoport győztesek          | 2020. november 17.  | 20.     | 2019           | Győztes (2004)                                     | 30.       |
| Burkina Faso          | B csoport győztese           | 2021. március 24.   | 12.     | 2017           | Döntős (2013)                                      | 60.       |
| Guinea                | A csoport második            | 2021. március 24.   | 13.     | 2019           | Döntős (1976)                                      | 81.       |
| Comore-szigetek       | G csoport második            | 2021. március 25.   | 1.      | Első szereplés | Első szereplés                                     | 132.      |
| Gabon                 | D csoport második            | 2021. március 25.   | 8.      | 2017           | Negyeddöntő (1996, 2012)                           | 89.       |
| Gambia                | D csoport győztes            | 2021. március 25.   | 1.      | Első szereplés | Első szereplés                                     | 150.      |
| Egyiptom              | G csoport győztes            | 2021. március 25.   | 25.     | 2019           | Győztes (1957, 1959, 1986, 1998, 2006, 2008, 2010) | 45.       |
| Ghána                 | C csoport győztes            | 2021. március 25.   | 23.     | 2019           | Győztes (1963, 1965, 1978, 1982)                   | 52.       |
| Egyenlítői-Guinea     | J csoport második            | 2021. március 25.   | 3.      | 2015           | Negyedik (2015)                                    | 114.      |
| Zimbabwe              | H csoport második            | 2021. március 25.   | 5.      | 2019           | Csoportkör (2004, 2006, 2017, 2019)                | 121.      |
| Elefántcsontpart      | K csoport győztes            | 2021. március 26.   | 24.     | 2019           | Győztes (1992, 2015)                               | 56.       |
| Marokkó               | E csoport győztes            | 2021. március 26.   | 18.     | 2019           | Győztes (1976)                                     | 28.       |
| Nigéria               | L csoport győztes            | 2021. március 27.   | 19.     | 2019           | Győztes (1980, 1994, 2013)                         | 36.       |
| Szudán                | C csoport második            | 2021. március 28.   | 9.      | 2012           | Győztes (1970)                                     | 125.      |
| Malawi                | B csoport második            | 2021. március 29.   | 3.      | 2010           | Csoportkör (1984, 2010)                            | 129.      |
| Etiópia               | K csoport második            | 2021. március 30.   | 11.     | 2013           | Győztes (1962)                                     | 137.      |
| Mauritánia            | E csoport második            | 2021. március 30.   | 2.      | 2019           | Csoportkör (2019)                                  | 103.      |
| Bissau-Guinea         | I csoport második            | 2021. március 30.   | 3.      | 2019           | Csoportkör (2017, 2019)                            | 106.      |
| Zöld-foki Köztársaság | F csoport második            | 2021. március 30.   | 3.      | 2015           | Negyeddöntő (2013)                                 | 73.       |
| Sierra Leone          | L csoport második            | 2021. június 15.    | 3.      | 1996           | Csoportkör (1994, 1996)                            | 108.      |

## Sorsolás
A csoportok sorsolását eredetileg 2021. június 25-én tartották volna, de 2021. augusztus 17-ére halasztották. A 24 csapatot hat darab négycsapatos csoportba sorsolták.
| 1. kalap                                                                       | 2. kalap                                                           | 3. kalap                                                                             | 4. kalap                                                                 |
| ------------------------------------------------------------------------------ | ------------------------------------------------------------------ | ------------------------------------------------------------------------------------ | ------------------------------------------------------------------------ |
| Kamerun (rendező) · Algéria (címvédő) · Szenegál · Tunézia · Nigéria · Marokkó | Egyiptom · Ghána · Mali · Elefántcsontpart · Guinea · Burkina Faso | Zöld-foki Köztársaság · Gabon · Mauritánia · Zimbabwe · Bissau-Guinea · Sierra Leone | Szudán · Malawi · Comore-szigetek · Egyenlítői-Guinea · Etiópia · Gambia |

## Csoportkör
A csoportkörben minden csapat a másik három csapattal egy-egy mérkőzést játszott, így összesen 6 mérkőzésre került sor mind a hat csoportban. A csoportokból az első két helyezett, és a négy legjobb harmadik helyezett jutott tovább. Minden csoportban az utolsó két mérkőzést azonos időpontban játszották. A csoportkör után egyenes kieséses rendszerben folytatódik a torna.

### Sorrend meghatározása
A csoportokban a csapatokat a pontok szerint rangsorolták (3 pont egy győzelem, 1 pont egy döntetlen, 0 pont egy vereség), azonos pontszám esetén a sorrendet a következők szerint kell meghatározni:
1. több szerzett pont az azonosan álló csapatok között lejátszott mérkőzéseken;
2. jobb gólkülönbség az azonosan álló csapatok között lejátszott mérkőzéseken;
3. több szerzett gól az azonosan álló csapatok között lejátszott mérkőzéseken;
4. ha az 1–3. pontok alapján a csapatok továbbra is azonosan állnak, akkor az 1–3. pontokat újra alkalmazni kell ameddig a sorrend nem dönthető el;
5. jobb gólkülönbség az összes mérkőzésen;
6. több szerzett gól az összes mérkőzésen;
7. sorsolás.

Az időpontok helyi idő (UTC+1) szerint értendők, amely azonos a magyar idővel.

### A csoport
| Hely. | Csapat                | M | Gy | D | V | G+ | G– | Gk | P | Továbbjutás                                |
| ----- | --------------------- | - | -- | - | - | -- | -- | -- | - | ------------------------------------------ |
| 1.    | Kamerun (R)           | 3 | 2  | 1 | 0 | 7  | 3  | +4 | 7 | Továbbjutott az egyenes kieséses szakaszba |
| 2.    | Burkina Faso          | 3 | 1  | 1 | 1 | 3  | 3  | 0  | 4 | Továbbjutott az egyenes kieséses szakaszba |
| 3.    | Zöld-foki Köztársaság | 3 | 1  | 1 | 1 | 2  | 2  | 0  | 4 | Továbbjutott az egyenes kieséses szakaszba |
| 4.    | Etiópia               | 3 | 0  | 1 | 2 | 2  | 6  | −4 | 1 |                                            |

| 2022. január 9. 17:00 |

| Kamerun                                   | 2–1               | Burkina Faso |
| ----------------------------------------- | ----------------- | ------------ |
| Aboubakar 40' (11-esből) 45+3' (11-esből) | (2–1) Jegyzőkönyv | Sangaré 24'  |

| Olembe Stadion, Yaoundé Játékvezető: Mustapha Ghorbal (algériai) |

| 2022. január 9. 20:00 |

| Etiópia | 0–1               | Zöld-foki Köztársaság |
| ------- | ----------------- | --------------------- |
|         | (0–1) Jegyzőkönyv | J. Tavares 45+1'      |

| Olembe Stadion, Yaoundé Játékvezető: Hélder Martins Rodrigues de Carvalho (angolai) |

| 2022. január 13. 17:00 |

| Kamerun                              | 4–1               | Etiópia    |
| ------------------------------------ | ----------------- | ---------- |
| Toko Ekambi 8' 68' Aboubakar 53' 55' | (1–1) Jegyzőkönyv | Hotessa 4' |

| Olembe Stadion, Yaoundé Játékvezető: Jean Jacques Ndala Ngambo (Kongói DK-i) |

| 2022. január 13. 20:00 |

| Zöld-foki Köztársaság | 0–1               | Burkina Faso |
| --------------------- | ----------------- | ------------ |
|                       | (0–1) Jegyzőkönyv | Bandé 39'    |

| Olembe Stadion, Yaoundé Játékvezető: Amin Omar (egyiptomi) |

| 2022. január 17. 17:00 |

| Zöld-foki Köztársaság | 1–1               | Kamerun       |
| --------------------- | ----------------- | ------------- |
| Rodrigues 53'         | (0–1) Jegyzőkönyv | Aboubakar 39' |

| Olembe Stadion, Yaoundé Játékvezető: Sadok Selmi (tunéziai) |

| 2022. január 17. 17:00 |

| Burkina Faso | 1–1               | Etiópia               |
| ------------ | ----------------- | --------------------- |
| Bayala 25'   | (1–0) Jegyzőkönyv | Kebede 52' (11-esből) |

| Kouekong Stadion, Bafoussam Játékvezető: Ahmad Imtehaz Heeralall (mauritiusi) |

### B csoport
| Hely. | Csapat   | M | Gy | D | V | G+ | G– | Gk | P | Továbbjutás                                |
| ----- | -------- | - | -- | - | - | -- | -- | -- | - | ------------------------------------------ |
| 1.    | Szenegál | 3 | 1  | 2 | 0 | 1  | 0  | +1 | 5 | Továbbjutott az egyenes kieséses szakaszba |
| 2.    | Guinea   | 3 | 1  | 1 | 1 | 2  | 2  | 0  | 4 | Továbbjutott az egyenes kieséses szakaszba |
| 3.    | Malawi   | 3 | 1  | 1 | 1 | 2  | 2  | 0  | 4 | Továbbjutott az egyenes kieséses szakaszba |
| 4.    | Zimbabwe | 3 | 1  | 0 | 2 | 3  | 4  | −1 | 3 |                                            |

1. 1 2  Egymás elleni eredmény: Guinea 1–0 Malawi.

| 2022. január 10. 14:00 |

| Szenegál              | 1–0               | Zimbabwe |
| --------------------- | ----------------- | -------- |
| Mané 90+7' (11-esből) | (0–0) Jegyzőkönyv |          |

| Kouekong Stadion, Bafoussam Játékvezető: Mario Escobar (guatemalai) |

| 2022. január 10. 17:00 |

| Guinea    | 1–0               | Malawi |
| --------- | ----------------- | ------ |
| Sylla 35' | (1–0) Jegyzőkönyv |        |

| Kouekong Stadion, Bafoussam Játékvezető: Daniel Nili Laryea (ghánai) |

| 2022. január 14. 14:00 |

| Szenegál | 0–0         | Guinea |
| -------- | ----------- | ------ |
|          | Jegyzőkönyv |        |

| Kouekong Stadion, Bafoussam Játékvezető: Bamlak Tessema Weyesa (etióp) |

| 2022. január 14. 17:00 |

| Malawi         | 2–1               | Zimbabwe |
| -------------- | ----------------- | -------- |
| Mhango 43' 58' | (1–1) Jegyzőkönyv | Wadi 38' |

| Kouekong Stadion, Bafoussam Játékvezető: Dahane Beida (mauritániai) |

| 2022. január 18. 17:00 |

| Malawi | 0–0         | Szenegál |
| ------ | ----------- | -------- |
|        | Jegyzőkönyv |          |

| Kouekong Stadion, Bafoussam Játékvezető: Blaise Yuven Ngwa (kameruni) |

| 2022. január 18. 17:00 |

| Zimbabwe               | 2–1               | Guinea       |
| ---------------------- | ----------------- | ------------ |
| Musona 26' Mahachi 43' | (2–0) Jegyzőkönyv | N. Keïta 49' |

| Stade Ahmadou Ahidjo, Yaoundé Játékvezető: Salima Mukansanga (ruandai) |

### C csoport
| Hely. | Csapat          | M | Gy | D | V | G+ | G– | Gk | P | Továbbjutás                                |
| ----- | --------------- | - | -- | - | - | -- | -- | -- | - | ------------------------------------------ |
| 1.    | Marokkó         | 3 | 2  | 1 | 0 | 5  | 2  | +3 | 7 | Továbbjutott az egyenes kieséses szakaszba |
| 2.    | Gabon           | 3 | 1  | 2 | 0 | 4  | 3  | +1 | 5 | Továbbjutott az egyenes kieséses szakaszba |
| 3.    | Comore-szigetek | 3 | 1  | 0 | 2 | 3  | 5  | −2 | 3 | Továbbjutott az egyenes kieséses szakaszba |
| 4.    | Ghána           | 3 | 0  | 1 | 2 | 3  | 5  | −2 | 1 |                                            |

| 2022. január 10. 17:00 |

| Marokkó   | 1–0               | Ghána |
| --------- | ----------------- | ----- |
| Bufal 83' | (0–0) Jegyzőkönyv |       |

| Stade Ahmadou Ahidjo, Yaoundé Játékvezető: Joshua Bondo (botswanai) |

| 2022. január 10. 20:00 |

| Comore-szigetek | 0–1               | Gabon         |
| --------------- | ----------------- | ------------- |
|                 | (0–1) Jegyzőkönyv | Boupendza 16' |

| Stade Ahmadou Ahidjo, Yaoundé Játékvezető: Peter Waweru (kenyai) |

| 2022. január 14. 17:00 |

| Marokkó                 | 2–0               | Comore-szigetek |
| ----------------------- | ----------------- | --------------- |
| Amalla 16' Abouklál 88' | (1–0) Jegyzőkönyv |                 |

| Stade Ahmadou Ahidjo, Yaoundé Játékvezető: Sadok Selmi (tunéziai) |

| 2022. január 14. 20:00 |

| Gabon         | 1–1               | Ghána       |
| ------------- | ----------------- | ----------- |
| Allevinah 88' | (0–1) Jegyzőkönyv | A. Ayew 18' |

| Stade Ahmadou Ahidjo, Yaoundé Játékvezető: Lahlou Benbraham (algériai) |

| 2022. január 18. 20:00 |

| Gabon                           | 2–2               | Marokkó                         |
| ------------------------------- | ----------------- | ------------------------------- |
| Allevinah 21' Ákerd 81' (öngól) | (1–0) Jegyzőkönyv | Bufal 74' (11-esből) Hakimi 84' |

| Stade Ahmadou Ahidjo, Yaoundé Játékvezető: Dahane Beida (mauritániai) |

| 2022. január 18. 20:00 |

| Ghána                | 2–3               | Comore-szigetek                |
| -------------------- | ----------------- | ------------------------------ |
| Boakye 64' Djiku 77' | (0–1) Jegyzőkönyv | Ben Nabouhane 4' Mogni 62' 85' |

| Roumdé Adjia Stadion, Garoua Játékvezető: Boubou Traore (mali) |

### D csoport
| Hely. | Csapat        | M | Gy | D | V | G+ | G– | Gk | P | Továbbjutás                                |
| ----- | ------------- | - | -- | - | - | -- | -- | -- | - | ------------------------------------------ |
| 1.    | Nigéria       | 3 | 3  | 0 | 0 | 6  | 1  | +5 | 9 | Továbbjutott az egyenes kieséses szakaszba |
| 2.    | Egyiptom      | 3 | 2  | 0 | 1 | 2  | 1  | +1 | 6 | Továbbjutott az egyenes kieséses szakaszba |
| 3.    | Szudán        | 3 | 0  | 1 | 2 | 1  | 4  | −3 | 1 |                                            |
| 4.    | Bissau-Guinea | 3 | 0  | 1 | 2 | 0  | 3  | −3 | 1 |                                            |

| 2022. január 11. 17:00 |

| Nigéria       | 1–0               | Egyiptom |
| ------------- | ----------------- | -------- |
| Iheanacho 30' | (1–0) Jegyzőkönyv |          |

| Roumdé Adjia Stadion, Garoua Játékvezető: Bakary Gassama (gambiai) |

| 2022. január 11. 20:00 |

| Szudán | 0–0         | Bissau-Guinea |
| ------ | ----------- | ------------- |
|        | Jegyzőkönyv |               |

| Roumdé Adjia Stadion, Garoua Játékvezető: Issa Sy (szenegáli) |

| 2022. január 15. 17:00 |

| Nigéria                            | 3–1   | Szudán               |
| ---------------------------------- | ----- | -------------------- |
| Chukwueze 3' Awoniyi 45' Simon 46' | (2–0) | Hedir 70' (11-esből) |

| Roumdé Adjia Stadion, Garoua Játékvezető: Victor Gomes (Dél-afrikai) |

| 2022. január 15. 20:00 |

| Bissau-Guinea | 0–1   | Egyiptom   |
| ------------- | ----- | ---------- |
|               | (0–0) | Szaláh 69' |

| Roumdé Adjia Stadion, Garoua Játékvezető: Pacifique Ndabihawenimana (burundi) |

| 2022. január 19. 20:00 |

| Bissau-Guinea | 0–2               | Nigéria                    |
| ------------- | ----------------- | -------------------------- |
|               | (0–0) Jegyzőkönyv | Sadiq 56' Troost-Ekong 75' |

| Roumdé Adjia Stadion, Garoua Játékvezető: Peter Waweru (kenyai) |

| 2022. január 19. 20:00 |

| Egyiptom       | 1–0               | Szudán |
| -------------- | ----------------- | ------ |
| Abdelmonem 35' | (1–0) Jegyzőkönyv |        |

| Stade Ahmadou Ahidjo, Yaoundé Játékvezető: Joshua Bondo (botswanai) |

### E csoport
| Hely. | Csapat            | M | Gy | D | V | G+ | G– | Gk | P | Továbbjutás                                |
| ----- | ----------------- | - | -- | - | - | -- | -- | -- | - | ------------------------------------------ |
| 1.    | Elefántcsontpart  | 3 | 2  | 1 | 0 | 6  | 3  | +3 | 7 | Továbbjutott az egyenes kieséses szakaszba |
| 2.    | Egyenlítői-Guinea | 3 | 2  | 0 | 1 | 2  | 1  | +1 | 6 | Továbbjutott az egyenes kieséses szakaszba |
| 3.    | Sierra Leone      | 3 | 0  | 2 | 1 | 2  | 3  | −1 | 2 |                                            |
| 4.    | Algéria           | 3 | 0  | 1 | 2 | 1  | 4  | −3 | 1 |                                            |

| 2022. január 11. 14:00 |

| Algéria | 0–0         | Sierra Leone |
| ------- | ----------- | ------------ |
|         | Jegyzőkönyv |              |

| Japoma Stadion, Douala Játékvezető: Ahmad Imetehaz Heeralall (mauritiusi) |

| 2022. január 12. 20:00 |

| Egyenlítői-Guinea | 0–1               | Elefántcsontpart |
| ----------------- | ----------------- | ---------------- |
|                   | (0–1) Jegyzőkönyv | Gradel 5'        |

| Japoma Stadion, Douala Játékvezető: Rédouane Jiyed (marokkói) |

| 2022. január 16. 17:00 |

| Elefántcsontpart    | 2–2               | Sierra Leone                   |
| ------------------- | ----------------- | ------------------------------ |
| Haller 25' Pépé 65' | (1–0) Jegyzőkönyv | Mu. Kamara 55' A. Kamara 90+3' |

| Japoma Stadion, Douala Játékvezető: Maguette N’Diaye (szenegáli) |

| 2022. január 16. 20:00 |

| Algéria | 0–1               | Egyenlítői-Guinea |
| ------- | ----------------- | ----------------- |
|         | (0–0) Jegyzőkönyv | Esteban 70'       |

| Japoma Stadion, Douala Játékvezető: Mario Escobar (guatemalai) |

| 2022. január 20. 17:00 |

| Elefántcsontpart                   | 3–1               | Algéria      |
| ---------------------------------- | ----------------- | ------------ |
| Kessié 22' I. Sangaré 39' Pépé 54' | (2–0) Jegyzőkönyv | Bendebka 73' |

| Japoma Stadion, Douala Játékvezető: Victor Gomes (dél-afrikai) |

| 2022. január 20. 17:00 |

| Sierra Leone | 0–1               | Egyenlítői-Guinea |
| ------------ | ----------------- | ----------------- |
|              | (0–1) Jegyzőkönyv | Ganet 38'         |

| Limbe Stadion, Limbe Játékvezető: Mohamed Marouf Eid Mansour (egyiptomi) |

### F csoport
| Hely. | Csapat     | M | Gy | D | V | G+ | G– | Gk | P | Továbbjutás                                |
| ----- | ---------- | - | -- | - | - | -- | -- | -- | - | ------------------------------------------ |
| 1.    | Mali       | 3 | 2  | 1 | 0 | 4  | 1  | +3 | 7 | Továbbjutott az egyenes kieséses szakaszba |
| 2.    | Gambia     | 3 | 2  | 1 | 0 | 3  | 1  | +2 | 7 | Továbbjutott az egyenes kieséses szakaszba |
| 3.    | Tunézia    | 3 | 1  | 0 | 2 | 4  | 2  | +2 | 3 | Továbbjutott az egyenes kieséses szakaszba |
| 4.    | Mauritánia | 3 | 0  | 0 | 3 | 0  | 7  | −7 | 0 |                                            |

| 2022. január 12. 14:00 |

| Tunézia | 0–1               | Mali                |
| ------- | ----------------- | ------------------- |
|         | (0–0) Jegyzőkönyv | Koné 48' (11-esből) |

| Limbe Stadion, Limbe Játékvezető: Janny Sikazwe (zambiai) |

| 2022. január 12. 17:45 |

| Mauritánia | 0–1               | Gambia        |
| ---------- | ----------------- | ------------- |
|            | (0–1) Jegyzőkönyv | A. Jallow 10' |

| Limbe Stadion, Limbe Játékvezető: Mustapha Ghorbal (algériai) |

| 2022. január 16. 14:00 |

| Gambia                    | 1–1               | Mali                |
| ------------------------- | ----------------- | ------------------- |
| Mu. Barrow 90' (11-esből) | (0–0) Jegyzőkönyv | Koné 79' (11-esből) |

| Limbe Stadion, Limbe Játékvezető: Samir Guezzaz (marokkói) |

| 2022. január 16. 17:00 |

| Tunézia                                   | 4–0               | Mauritánia |
| ----------------------------------------- | ----------------- | ---------- |
| ál-Maszlúszí 4' Hazrí 9' 64' Dzsazíri 66' | (2–0) Jegyzőkönyv |            |

| Limbe Stadion, Limbe Játékvezető: Mahmoud El Banna (egyiptomi) |

| 2022. január 20. 20:00 |

| Gambia          | 1–0               | Tunézia |
| --------------- | ----------------- | ------- |
| A. Jallow 90+3' | (0–0) Jegyzőkönyv |         |

| Limbe Stadion, Limbe Játékvezető: Fernando Guerrero (mexikói) |

| 2022. január 20. 20:00 |

| Mali                              | 2–0               | Mauritánia |
| --------------------------------- | ----------------- | ---------- |
| M. Haïdara 2' Koné 49' (11-esből) | (1–0) Jegyzőkönyv |            |

| Japoma Stadion, Douala Játékvezető: Bernard Camille (seychelle-szigetek) |

### Harmadik helyezett csapatok sorrendje
| Hely. | Cs | Csapat                | M | Gy | D | V | G+ | G– | Gk | P | Továbbjutás                                |
| ----- | -- | --------------------- | - | -- | - | - | -- | -- | -- | - | ------------------------------------------ |
| 1.    | A  | Zöld-foki Köztársaság | 3 | 1  | 1 | 1 | 2  | 2  | 0  | 4 | Továbbjutott az egyenes kieséses szakaszba |
| 2.    | B  | Malawi                | 3 | 1  | 1 | 1 | 2  | 2  | 0  | 4 | Továbbjutott az egyenes kieséses szakaszba |
| 3.    | F  | Tunézia               | 3 | 1  | 0 | 2 | 4  | 2  | +2 | 3 | Továbbjutott az egyenes kieséses szakaszba |
| 4.    | C  | Comore-szigetek       | 3 | 1  | 0 | 2 | 3  | 5  | −2 | 3 | Továbbjutott az egyenes kieséses szakaszba |
| 5.    | E  | Sierra Leone          | 3 | 0  | 2 | 1 | 2  | 3  | −1 | 2 |                                            |
| 6.    | D  | Szudán                | 3 | 0  | 1 | 2 | 1  | 4  | −3 | 1 |                                            |

## Egyenes kieséses szakasz

### Formátum
A harmadik helyezettekkel történő párosítás attól függött, hogy mely csoportok harmadik helyezettjei jutottak tovább. A következő táblázat a lehetséges párosításokat mutatja:
| Továbbjutott harmadik helyezettek | Továbbjutott harmadik helyezettek | Továbbjutott harmadik helyezettek | Továbbjutott harmadik helyezettek | Továbbjutott harmadik helyezettek | Továbbjutott harmadik helyezettek | A1 vs | B1 vs | C1 vs | D1 vs |
| --------------------------------- | --------------------------------- | --------------------------------- | --------------------------------- | --------------------------------- | --------------------------------- | ----- | ----- | ----- | ----- |
| A                                 | B                                 | C                                 | D                                 |                                   |                                   | C3    | D3    | A3    | B3    |
| A                                 | B                                 | C                                 |                                   | E                                 |                                   | C3    | A3    | B3    | E3    |
| A                                 | B                                 | C                                 |                                   |                                   | F                                 | C3    | A3    | B3    | F3    |
| A                                 | B                                 |                                   | D                                 | E                                 |                                   | D3    | A3    | B3    | E3    |
| A                                 | B                                 |                                   | D                                 |                                   | F                                 | D3    | A3    | B3    | F3    |
| A                                 | B                                 |                                   |                                   | E                                 | F                                 | E3    | A3    | B3    | F3    |
| A                                 |                                   | C                                 | D                                 | E                                 |                                   | C3    | D3    | A3    | E3    |
| A                                 |                                   | C                                 | D                                 |                                   | F                                 | C3    | D3    | A3    | F3    |
| A                                 |                                   | C                                 |                                   | E                                 | F                                 | C3    | A3    | F3    | E3    |
| A                                 |                                   |                                   | D                                 | E                                 | F                                 | D3    | A3    | F3    | E3    |
|                                   | B                                 | C                                 | D                                 | E                                 |                                   | C3    | D3    | B3    | E3    |
|                                   | B                                 | C                                 | D                                 |                                   | F                                 | C3    | D3    | B3    | F3    |
|                                   | B                                 | C                                 |                                   | E                                 | F                                 | E3    | C3    | B3    | F3    |
|                                   | B                                 |                                   | D                                 | E                                 | F                                 | E3    | D3    | B3    | F3    |
|                                   |                                   | C                                 | D                                 | E                                 | F                                 | C3    | D3    | F3    | E3    |

### Ágrajz
|  |                        |                       |                      |                     |                      |                      |                      |               |               |               |                      |                      |                      |  |  |       |       |       |
|  | Nyolcaddöntők          | Nyolcaddöntők         | Nyolcaddöntők        |                     |                      | Negyeddöntők         | Negyeddöntők         | Negyeddöntők  |               |               | Elődöntők            | Elődöntők            | Elődöntők            |  |  | Döntő | Döntő | Döntő |
|  | Nyolcaddöntők          | Nyolcaddöntők         | Nyolcaddöntők        |                     |                      | Negyeddöntők         | Negyeddöntők         | Negyeddöntők  |               |               | Elődöntők            | Elődöntők            | Elődöntők            |  |  | Döntő | Döntő | Döntő |
|  | január 23. – Limbe     |                       |                      |                     |                      |                      |                      |               |               |               |                      |                      |                      |  |  |       |       |       |
|  |                        |                       |                      |                     |                      |                      |                      |               |               |               |                      |                      |                      |  |  |       |       |       |
|  | A2                     | Burkina Faso          | 1 (7)                |                     |                      |                      |                      |               |               |               |                      |                      |                      |  |  |       |       |       |
|  | A2                     | Burkina Faso          | 1 (7)                | január 29. – Garoua |                      |                      |                      |               |               |               |                      |                      |                      |  |  |       |       |       |
|  | C2                     | Gabon                 | 1 (6)                |                     |                      |                      |                      |               |               |               |                      |                      |                      |  |  |       |       |       |
|  | C2                     | Gabon                 | 1 (6)                |                     |                      | Burkina Faso         | Burkina Faso         | 1             |               |               |                      |                      |                      |  |  |       |       |       |
|  | január 23. – Garoua    |                       |                      |                     |                      | Burkina Faso         | Burkina Faso         | 1             |               |               |                      |                      |                      |  |  |       |       |       |
|  |                        |                       | Tunézia              | Tunézia             | 0                    |                      |                      |               |               |               |                      |                      |                      |  |  |       |       |       |
|  | D1                     | Nigéria               | Tunézia              | Tunézia             | 0                    | 0                    |                      |               |               |               |                      |                      |                      |  |  |       |       |       |
|  | D1                     | Nigéria               |                      |                     |                      | 0                    | február 2. – Yaoundé |               |               |               |                      |                      |                      |  |  |       |       |       |
|  | BEF3                   | Tunézia               | 1                    |                     |                      |                      |                      |               |               |               |                      |                      |                      |  |  |       |       |       |
|  | BEF3                   | Tunézia               | 1                    |                     |                      | Burkina Faso         | Burkina Faso         | 1             |               |               |                      |                      |                      |  |  |       |       |       |
|  | január 25. – Bafoussam |                       |                      |                     |                      | Burkina Faso         | Burkina Faso         | 1             |               |               |                      |                      |                      |  |  |       |       |       |
|  |                        |                       | Szenegál             | Szenegál            | 3                    |                      |                      |               |               |               |                      |                      |                      |  |  |       |       |       |
|  | B1                     | Szenegál              | Szenegál             | Szenegál            | 3                    | 2                    |                      |               |               |               |                      |                      |                      |  |  |       |       |       |
|  | B1                     | Szenegál              | január 30. – Yaoundé |                     |                      | 2                    |                      |               |               |               |                      |                      |                      |  |  |       |       |       |
|  | ACD3                   | Zöld-foki Köztársaság | 0                    |                     |                      |                      |                      |               |               |               |                      |                      |                      |  |  |       |       |       |
|  | ACD3                   | Zöld-foki Köztársaság | 0                    |                     |                      | Szenegál             | Szenegál             | 3             |               |               |                      |                      |                      |  |  |       |       |       |
|  | január 26. – Limbe     |                       |                      |                     |                      | Szenegál             | Szenegál             | 3             |               |               |                      |                      |                      |  |  |       |       |       |
|  |                        |                       | Egyenlítői-Guinea    | Egyenlítői-Guinea   | 1                    |                      |                      |               |               |               |                      |                      |                      |  |  |       |       |       |
|  | F1                     | Mali                  | Egyenlítői-Guinea    | Egyenlítői-Guinea   | 1                    | 0 (5)                |                      |               |               |               |                      |                      |                      |  |  |       |       |       |
|  | F1                     | Mali                  |                      |                     |                      | 0 (5)                | február 6. – Yaoundé |               |               |               |                      |                      |                      |  |  |       |       |       |
|  | E2                     | Egyenlítői-Guinea     | 0 (6)                |                     |                      |                      |                      |               |               |               |                      |                      |                      |  |  |       |       |       |
|  | E2                     | Egyenlítői-Guinea     | 0 (6)                |                     |                      | Szenegál             | Szenegál             | 0 (4)         |               |               |                      |                      |                      |  |  |       |       |       |
|  | január 24. – Bafoussam |                       |                      |                     |                      | Szenegál             | Szenegál             | 0 (4)         |               |               |                      |                      |                      |  |  |       |       |       |
|  |                        |                       | Egyiptom             | Egyiptom            | 0 (2)                |                      |                      |               |               |               |                      |                      |                      |  |  |       |       |       |
|  | B2                     | Guinea                | Egyiptom             | Egyiptom            | 0 (2)                | 0                    |                      |               |               |               |                      |                      |                      |  |  |       |       |       |
|  | B2                     | Guinea                | január 29. – Douala  |                     |                      | 0                    |                      |               |               |               |                      |                      |                      |  |  |       |       |       |
|  | F2                     | Gambia                | 1                    |                     |                      |                      |                      |               |               |               |                      |                      |                      |  |  |       |       |       |
|  | F2                     | Gambia                | 1                    |                     |                      | Gambia               | Gambia               | 0             |               |               |                      |                      |                      |  |  |       |       |       |
|  | január 24. – Yaoundé   |                       |                      |                     |                      | Gambia               | Gambia               | 0             |               |               |                      |                      |                      |  |  |       |       |       |
|  |                        |                       | Kamerun              | Kamerun             | 2                    |                      |                      |               |               |               |                      |                      |                      |  |  |       |       |       |
|  | A1                     | Kamerun               | Kamerun              | Kamerun             | 2                    | 2                    |                      |               |               |               |                      |                      |                      |  |  |       |       |       |
|  | A1                     | Kamerun               |                      |                     |                      | 2                    | február 3. – Yaoundé |               |               |               |                      |                      |                      |  |  |       |       |       |
|  | CDE3                   | Comore-szigetek       | 1                    |                     |                      |                      |                      |               |               |               |                      |                      |                      |  |  |       |       |       |
|  | CDE3                   | Comore-szigetek       | 1                    |                     |                      | Kamerun              | Kamerun              | 0 (1)         |               |               |                      |                      |                      |  |  |       |       |       |
|  | január 26. – Douala    |                       |                      |                     |                      | Kamerun              | Kamerun              | 0 (1)         |               |               |                      |                      |                      |  |  |       |       |       |
|  |                        |                       | Egyiptom             | Egyiptom            | 0 (3)                |                      |                      | Bronzmérkőzés | Bronzmérkőzés | Bronzmérkőzés |                      |                      |                      |  |  |       |       |       |
|  | E1                     | Elefántcsontpart      | Egyiptom             | Egyiptom            | 0 (3)                | 0 (4)                |                      |               |               | Bronzmérkőzés |                      |                      |                      |  |  |       |       |       |
|  | E1                     | Elefántcsontpart      |                      |                     | január 30. – Yaoundé | január 30. – Yaoundé | január 30. – Yaoundé |               |               |               | február 5. – Yaoundé | február 5. – Yaoundé | február 5. – Yaoundé |  |  |       |       |       |
|  | D2                     | Egyiptom              | 0 (5)                |                     | január 30. – Yaoundé | január 30. – Yaoundé | január 30. – Yaoundé |               |               |               | február 5. – Yaoundé | február 5. – Yaoundé | február 5. – Yaoundé |  |  |       |       |       |
|  | D2                     | Egyiptom              | 0 (5)                |                     |                      | Egyiptom             | Egyiptom             | 2             | Burkina Faso  | Burkina Faso  | 3 (3)                |                      |                      |  |  |       |       |       |
|  | január 25. – Yaoundé   |                       |                      |                     |                      | Egyiptom             | Egyiptom             | 2             | Burkina Faso  | Burkina Faso  | 3 (3)                |                      |                      |  |  |       |       |       |
|  |                        |                       | Marokkó              | Marokkó             | 1                    |                      |                      | Kamerun       | Kamerun       | 3 (5)         |                      |                      |                      |  |  |       |       |       |
|  | C1                     | Marokkó               | Marokkó              | Marokkó             | 1                    | 2                    |                      | Kamerun       | Kamerun       | 3 (5)         |                      |                      |                      |  |  |       |       |       |
|  | C1                     | Marokkó               |                      |                     |                      |                      |                      |               |               |               |                      |                      |                      |  |  |       |       |       |
|  | ABF3                   | Malawi                | 1                    |                     |                      |                      |                      |               |               |               |                      |                      |                      |  |  |       |       |       |
|  | ABF3                   | Malawi                | 1                    |                     |                      |                      |                      |               |               |               |                      |                      |                      |  |  |       |       |       |

### Nyolcaddöntők
| 2022. január 23. 17:00 |

| Burkina Faso                                                                    | 1–1 (h. u.)                 | Gabon                                                                        |
| ------------------------------------------------------------------------------- | --------------------------- | ---------------------------------------------------------------------------- |
| B. Traoré 28'                                                                   | (1–0, 1–1, 1–1) Jegyzőkönyv | Ecuele Manga 90+1'                                                           |
| Büntetőpárbaj                                                                   |                             |                                                                              |
| Kaboré S. Ouattara E. Tapsoba Simporé Yago Guira Konaté A. Tapsoba I. Ouédraogo | 7–6                         | Bouanga Méyé Boupendza Kanga Biyogo Poko Ecuele Manga Ameka N’Gakoutou Palun |

| Limbe Stadion, Limbe Játékvezető: Rédouane Jiyed (marokkói) |

| 2022. január 23. 20:00 |

| Nigéria | 0–1               | Tunézia        |
| ------- | ----------------- | -------------- |
|         | (0–0) Jegyzőkönyv | ál-Mszákní 47' |

| Roumdé Adjia Stadion, Garoua Játékvezető: Maguette N’Diaye (szenegáli) |

| 2022. január 24. 17:00 |

| Guinea | 0–1               | Gambia         |
| ------ | ----------------- | -------------- |
|        | (0–0) Jegyzőkönyv | Mu. Barrow 71' |

| Kouekong Stadion, Bafoussam Játékvezető: Amin Omar (egyiptomi) |

| 2022. január 24. 20:00 |

| Kamerun                       | 2–1               | Comore-szigetek |
| ----------------------------- | ----------------- | --------------- |
| Toko Ekambi 29' Aboubakar 70' | (1–0) Jegyzőkönyv | M'Changama 81'  |

| Olembe Stadion, Yaoundé Játékvezető: Bamlak Tessema Weyesa (etióp) |

| 2022. január 25. 17:00 |

| Szenegál            | 2–0               | Zöld-foki Köztársaság |
| ------------------- | ----------------- | --------------------- |
| Mané 63' Dieng 90+' | (0–0) Jegyzőkönyv |                       |

| Kouekong Stadion, Bafoussam Játékvezető: Lálu Benbrahám (algériai) |

| 2022. január 25. 20:00 |

| Marokkó                     | 2–1               | Malawi    |
| --------------------------- | ----------------- | --------- |
| en-Neszíri 45+2' Hakimi 70' | (1–1) Jegyzőkönyv | Mhango 7' |

| Ahmadou Ahidjo Stadion, Yaoundé Játékvezető: Pacifique Ndabihawenimana (burundi) |

| 2022. január 26. 17:00 |

| Elefántcsontpart                | 0–0 (h. u.) | Egyiptom                            |
| ------------------------------- | ----------- | ----------------------------------- |
|                                 | Jegyzőkönyv |                                     |
| Büntetőpárbaj                   |             |                                     |
| Pépé Sangaré Bailly Cornet Zaha | 4–5         | Szajíd el-Szolia Kamál Monem Szaláh |

| Japoma Stadion, Douala Játékvezető: Jean Jacques Ndala Ngambo (kongói) |

| 2022. január 26. 20:00 |

| Mali                                                         | 0–0 (h. u.) | Egyenlítői-Guinea                                    |
| ------------------------------------------------------------ | ----------- | ---------------------------------------------------- |
|                                                              | Jegyzőkönyv |                                                      |
| Büntetőpárbaj                                                |             |                                                      |
| A. Traoré Djenepo Haïdara H. Traoré Touré Dieng Camara Sacko | 5–6         | E. Nsue Belima Akapo Buyla Ganet Coco Salvador Eneme |

| Limbe Stadion, Limbe Játékvezető: Bakary Gassama (gambiai) |

### Negyeddöntők
| 2022. január 29. 17:00 |

| Gambia | 0–2               | Kamerun             |
| ------ | ----------------- | ------------------- |
|        | (0–0) Jegyzőkönyv | Toko Ekambi 50' 57' |

| Japoma Stadion, Douala Nézőszám: 36 259 Játékvezető: Pacifique Ndabihawenimana (burundi) |

| 2022. január 29. 20:00 |

| Burkina Faso       | 1–0               | Tunézia |
| ------------------ | ----------------- | ------- |
| Da. Ouattara 45+3' | (1–0) Jegyzőkönyv |         |

| Roumdé Adjia Stadion, Garoua Játékvezető: Joshua Bondo (botswanai) |

| 2022. január 30. 16:00 |

| Egyiptom                  | 2–1 (h. u.)                 | Marokkó             |
| ------------------------- | --------------------------- | ------------------- |
| Szaláh 53' Trézéguet 100' | (0–1, 1–1, 2–1) Jegyzőkönyv | Bufal 7' (11-esből) |

| Ahmadou Ahidjo Stadion, Yaoundé Játékvezető: Maguette N’Diaye (szenegáli) |

| 2022. január 30. 20:00 |

| Szenegál                             | 3–1               | Egyenlítői-Guinea |
| ------------------------------------ | ----------------- | ----------------- |
| Diédhiou 28' Kouyaté 68' I. Sarr 79' | (1–0) Jegyzőkönyv | Buyla 57'         |

| Ahmadou Ahidjo Stadion, Yaoundé Játékvezető: Victor Gomes (dél-afrikai) |

### Elődöntők
| 2022. február 2. 20:00 |

| Burkina Faso | 1–3               | Szenegál                            |
| ------------ | ----------------- | ----------------------------------- |
| Touré 82'    | (0–0) Jegyzőkönyv | A. Diallo 70' I. Gueye 76' Mané 87' |

| Ahmadou Ahidjo Stadion, Yaoundé Játékvezető: Bamlak Tessema Weyesa (etióp) |

| 2022. február 3. 20:00 |

| Kamerun                             | 0–0 (h. u.) | Egyiptom                |
| ----------------------------------- | ----------- | ----------------------- |
|                                     | Jegyzőkönyv |                         |
| Büntetőpárbaj                       |             |                         |
| Aboubakar Moukoudi Léa Siliki N’Jie | 1–3         | Zizo Abdelmonem Lasheen |

| Olembe Stadion, Yaoundé Játékvezető: Bakary Gassama (gambiai) |

### Bronzmérkőzés
| 2022. február 5. 20:00 |

| Burkina Faso                                   | 3–3 (h. u.)                 | Kamerun                                     |
| ---------------------------------------------- | --------------------------- | ------------------------------------------- |
| Yago 24' A. Onana 43' (öngól) Dj. Ouattara 49' | (2–0, 3–3, 3–3) Jegyzőkönyv | Bahoken 71' Aboubakar 85' 87'               |
| Büntetőpárbaj                                  |                             |                                             |
| Kaboré S. Ouattara Touré Yago                  | 3–5                         | Aboubakar Ngamaleu Toko Ekambi Kunde Oyongo |

| Ahmadou Ahidjo Stadion, Yaoundé Játékvezető: Rédouane Jiyed (marokkói) |

### Döntő
| 2022. február 6. 20:00 |

| Szenegál                                  | 0–0 (h. u.) | Egyiptom                           |
| ----------------------------------------- | ----------- | ---------------------------------- |
|                                           | Jegyzőkönyv |                                    |
| Büntetőpárbaj                             |             |                                    |
| Koulibaly A. Diallo B. Sarr B. Dieng Mané | 4–2         | Zizo Abdelmonem Mar. Hamdy Lasheen |

| Olembe Stadion, Yaoundé Játékvezető: Victor Gomes (dél-afrikai) |

## Statisztikák
| Helyezés | Játékos           | Gólok |
| -------- | ----------------- | ----- |
| 1.       | Vincent Aboubakar | 8     |
| 2.       | Karl Toko Ekambi  | 5     |
| 3.       | Gabadinho Mhango  | 3     |
| 3.       | Ibrahima Koné     | 3     |
| 3.       | Szofiane Bufal    | 3     |
| 3.       | Sadio Mané        | 3     |
| 7.       | Ahmed Mogni       | 2     |
| 7.       | Mohamed Szaláh    | 2     |
| 7.       | Nicolas Pépé      | 2     |
| 7.       | Jim Allevinah     | 2     |
| 7.       | Musa Barrow       | 2     |
| 7.       | Abdoulie Jallow   | 2     |
| 7.       | Achraf Hakimi     | 2     |
| 7.       | Vahbí Hazrí       | 2     |
| 15.      | 56 játékos        | 1     |

| Helyezés | Játékos         | Gólpasszok |
| -------- | --------------- | ---------- |
| 1.       | Issa Kaboré     | 3          |
| 1.       | Collins Fai     | 3          |
| 1.       | Martin Hongla   | 3          |
| 4.       | Bertrand Traoré | 2          |
| 4.       | Musa Barrow     | 2          |
| 4.       | Thomas Partey   | 2          |
| 4.       | Moumi Ngamaleu  | 2          |
| 4.       | Szelim Amallá   | 2          |
| 4.       | Sadio Mané      | 2          |
| 10.      | 41 játékos      | 1          |